# Dominique Stéhelin
Dominique Stehelin (* 4. September 1943 in Thoisy-la-Berchère, Département Côte-d’Or; † 5. April 2019) war ein französischer Molekularbiologe, der über Tumorviren und Onkogene forschte.
Stehelin studierte Biochemie (Lizenziat 1966) und wurde 1968 bei Henri Duranton an der Universität Straßburg promoviert (über die Proteine der Kapsel des Tabakmosaikvirus). Der zweite Teil der Promotion (Thèse d´Etat) erfolgte 1972. Ab 1969 forschte er für das CNRS, ab 1976 als Chargé de Recherche und ab 1978 als Forschungsdirektor. Zuerst forschte er unter Marc Girard im Labor von André Lwoff im Krebsforschungszentrum in Villejuif und 1972 bis 1975 bei John Michael Bishop in San Francisco. 1976 bis 1978 war er Gruppenleiter bei Jean Samaille in Lille und danach Leiter der Forschungseinheit molekulare Onkologie am Institut Pasteur in Lille. 1984 wurde er dort Professor. Er war an der Gründung eines Biologie-Instituts in Lille beteiligt und 1996 bis 1999 dessen erster Direktor.
Stehelin war ein Pionier der Tumorvirologie. 1976 zeigte er im Labor von Michael Bishop das Vorhandensein von DNA des Rous-Sarkom-Virus in nicht-infizierten Zellen (src-Gen). Das zeigte die Existenz von Proto-Onkogenen, die in Zellen normale Funktion haben und vom Virus zu Onkogenen modifiziert werden. Die mit Michael Bishop und Harold Varmus durchgeführte Arbeit war ein Grund für die Verleihung des Nobelpreises an Varmus und Bishop 1989.
In Lille erforschte und entdeckte Stehelin dann weitere Onkogene (wie myb, myc, erbA, erbB mil / raf) und charakterisierte deren Funktion. Dabei erwies sich, dass ein Onkogen an verschiedenen Krebsarten beteiligt sein kann und auch, dass verschiedene Onkogene sehr ähnliche Krebsarten erzeugen können.
Er untersuchte den Parvovirus H1, der sich selektiv in Tumorzellen vermehrt und diese zerstören kann, was ihn als potentielles Therapeutikum gegen Krebs interessant macht.
1982 erhielt er den Léopold-Griffuel-Preis und 1987 den Louis-Jeantet-Preis. 1987 wurde er Ritter und 1996 Offizier der Ehrenlegion und 1982 Ritter des Ordre national du mérite. 1975 erhielt er den Prix Joannides der Academie des Sciences und 1986 die Silbermedaille des CNRS. 1990 wurde er korrespondierendes Mitglied der Academie des Sciences und 1983 EMBO Mitglied.